# Rosina Ferrara

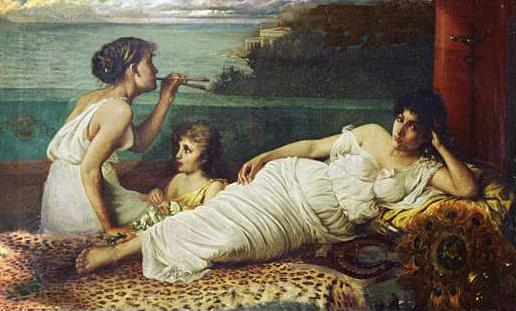
Frank Hyde: Rosina Ferrara, Öl auf Leinwand, um 1880

Rosina Ferrara (* 1861 in Anacapri auf der Insel Capri; † 7. November 1934 in Queens, New York City) war ein italienisches Modell und Muse.

## Leben
Rosina Ferrara war eine Tochter des Gemüsebauers Bartolomeo Ferrara und ihre Mutter soll eine Nachfahrin des Freibeuters Barbarossa gewesen sein. Ihr exotisches Aussehen faszinierte die Künstler aus dem ausgehenden 19. Jahrhundert.
Im Jahre 1878 kam der Maler John Singer Sargent erstmals auf die Insel Capri und lernte die erst 17-jährige Rosina Ferrara kennen durch den Maler Frank Hyde kennen. Für Sargent stellte sie einen Typ weiblicher Schönheit dar, den er in besonderen Maße bewunderte. In den 1880er Jahren war sie die Mätresse des belgischen Malers Alfred Stevens und gebar ihm zwei Töchter. 1891 heiratete Rosina Ferrara in Rom den Künstler George Randolph Barse (1861–1938) aus Detroit. Später lebte das Ehepaar in New York City, wo sie 1934 nach langen Krebsleiden starb. Drei Jahre nach ihrem Tod beging ihr Ehemann Suizid.

## Galerie mit Skizzen und Gemälden von John Singer Sargent

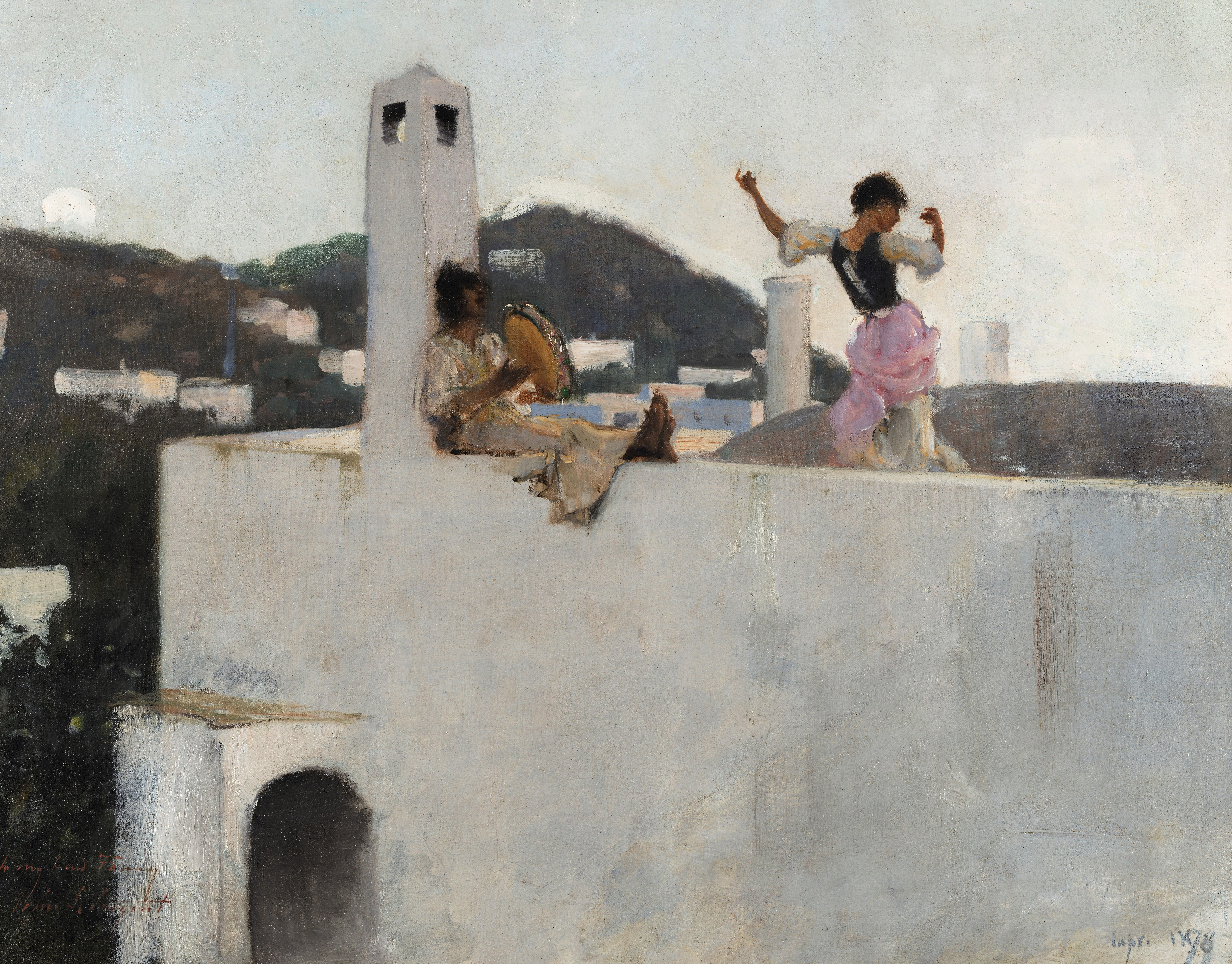
Rosina Ferrara tanzt auf dem Hoteldach Tarantella, 1878
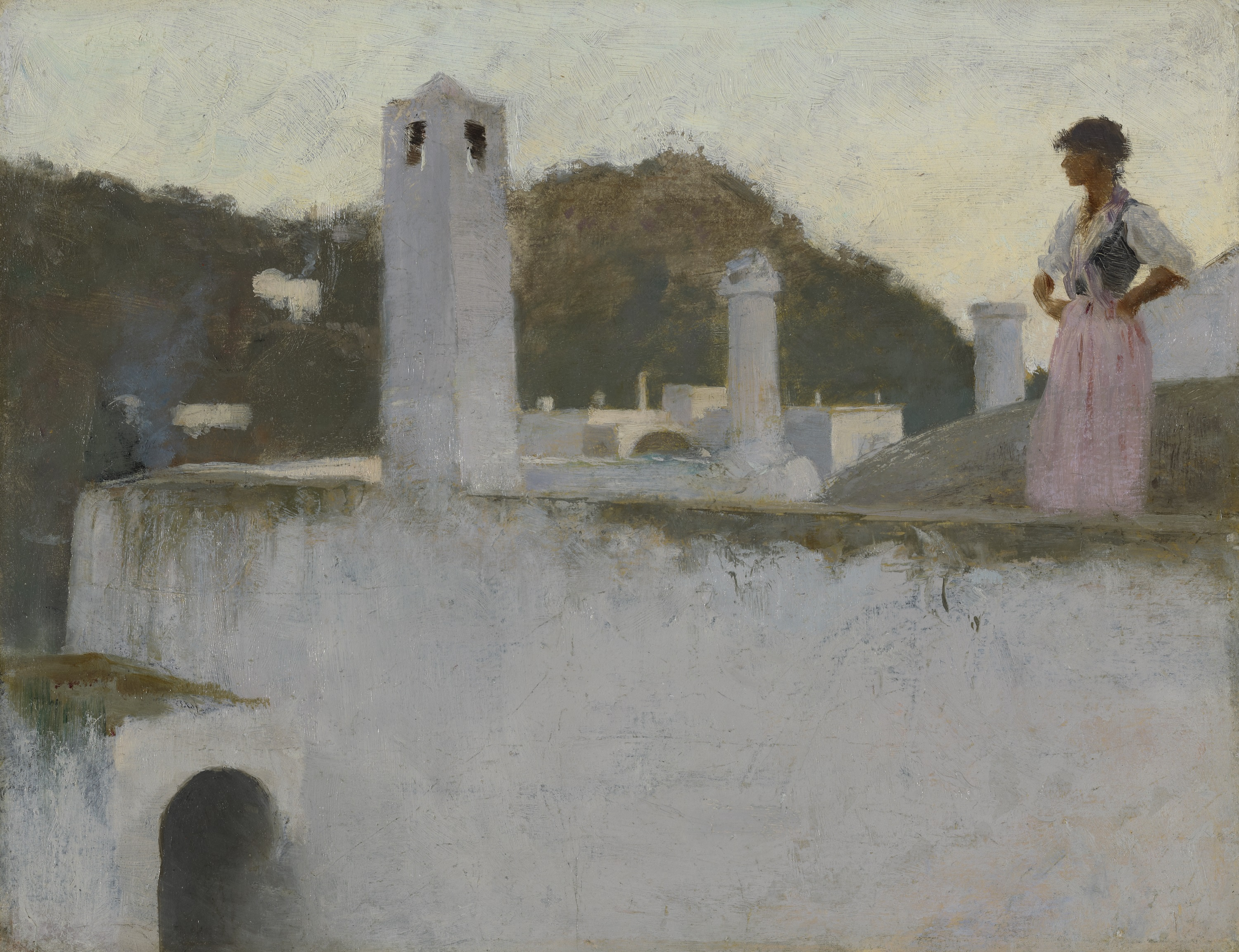
Rosina Ferrara auf dem Hoteldach, 1878
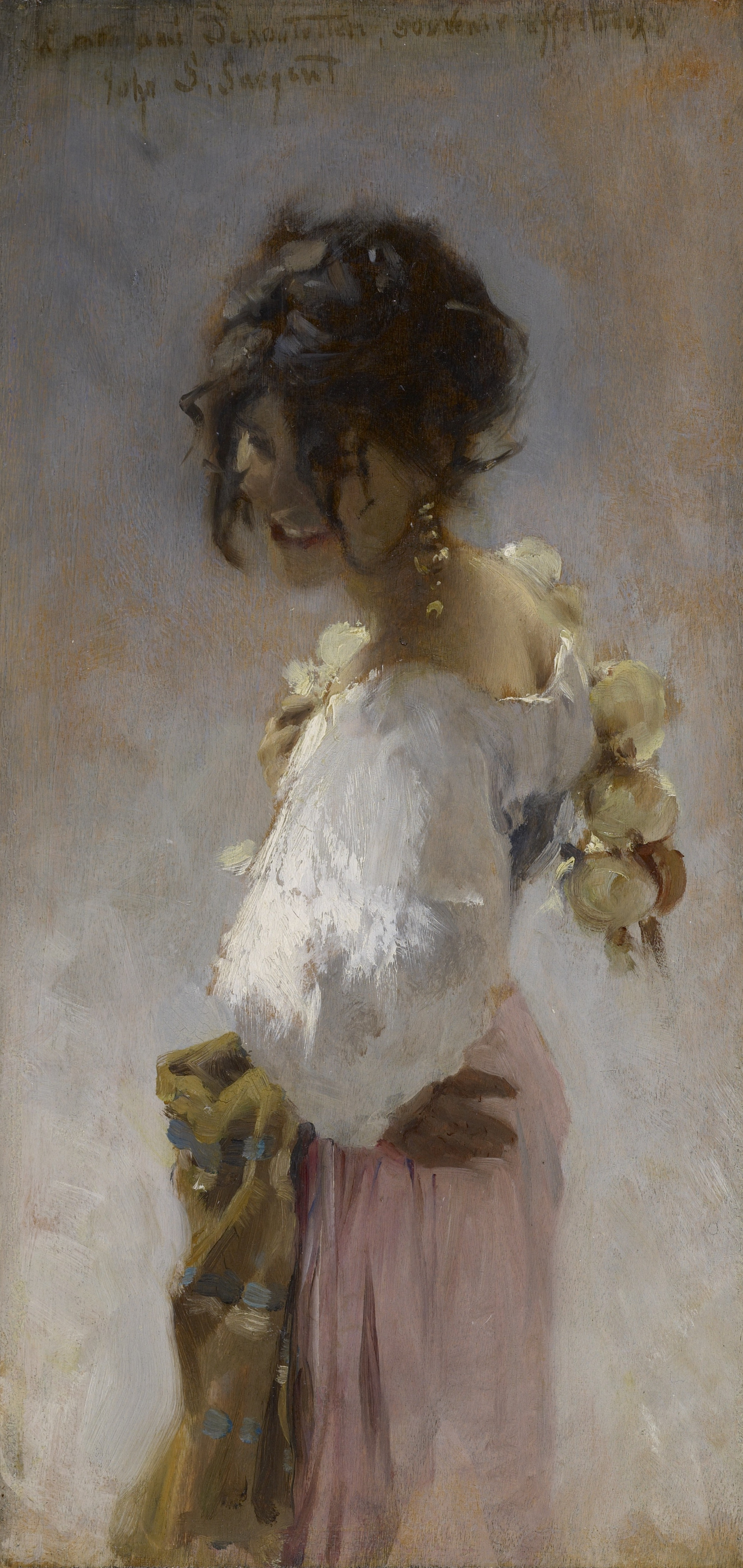
Rosina Ferrara, 1878
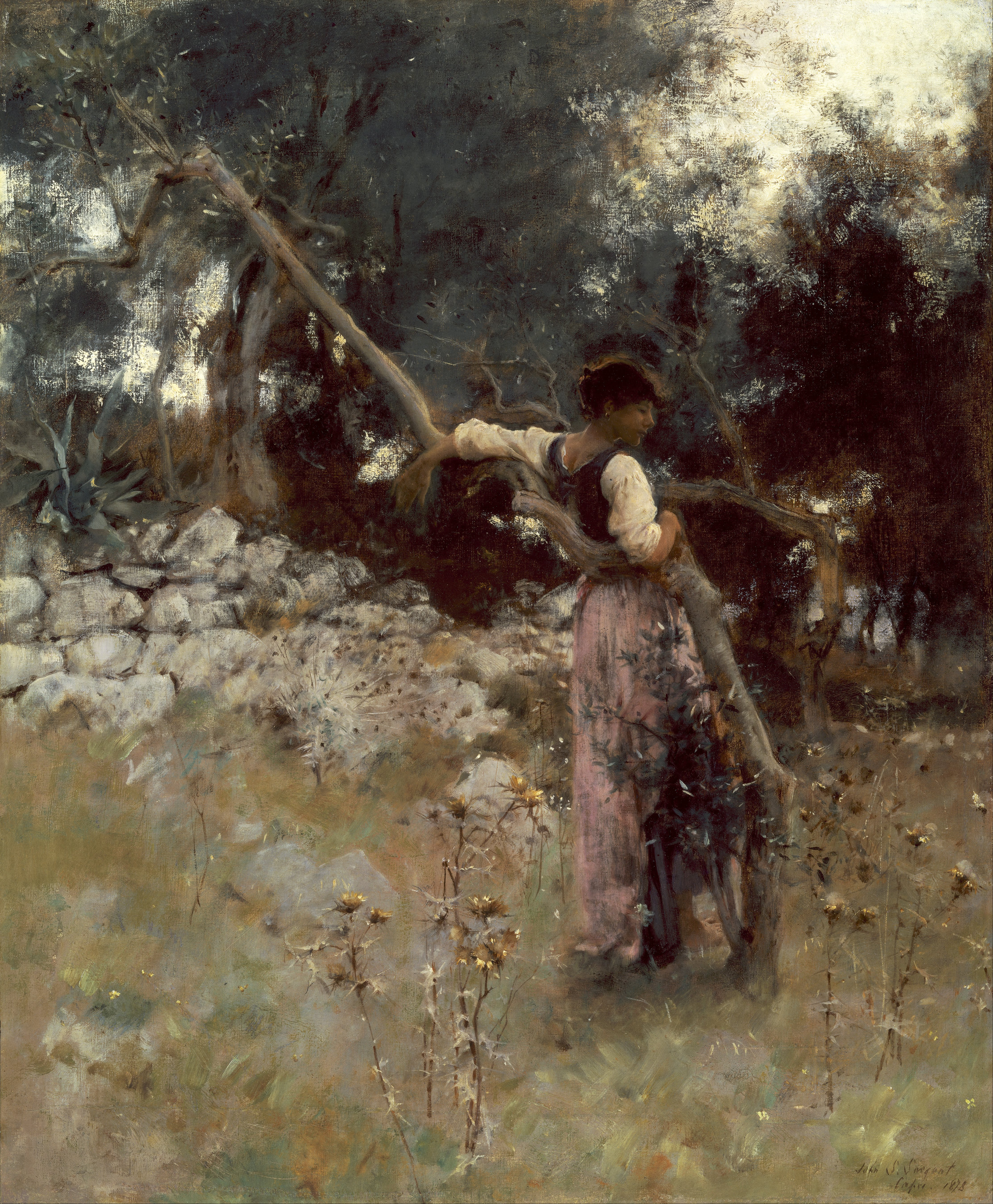
Dans les Oliviers, 1878

## Einzelbelege
1. ↑  Stanley Olson: John Singer Sargent – His Portrait. MacMillan, London 1986, ISBN 0-333-29167-0, S. 68

| Personendaten    | Personendaten                                         |
| ---------------- | ----------------------------------------------------- |
| NAME             | Ferrara, Rosina                                       |
| ALTERNATIVNAMEN  | Barse, Rosina                                         |
| KURZBESCHREIBUNG | Muse des US-amerikanischen Malers John Singer Sargent |
| GEBURTSDATUM     | 1861                                                  |
| GEBURTSORT       | Anacapri auf der Insel Capri                          |
| STERBEDATUM      | 7. November 1934                                      |
| STERBEORT        | Queens, New York City, New York, Vereinigte Staaten   |